# Juan Chiunti Rico
Juan Chiunti Rico fue un político, ganadero, cañero y hotelero mexicano de Cosamaloapan, Veracruz. Nació alrededor de 1915 y murió en Cosamaloapan en el mes de junio del año 2007, a la edad de 92 años. Diputado federal en la XLII Legislatura del Congreso de la Unión de México y dos veces Presidente Municipal de Cosamaloapan.

## Familia
Don Juan perteneció a familias que vivieron en Santiago Ixmatlahuacan pero sus padres emigraron durante o después de la Revolución Mexicana. La familia Rico  de origen español asentada en la región desde tiempos de la colonia. La familia Chiunti de origen italiano asentada en Ixmatlahuacan a finales del siglo XIX.
Sus padres fueron Fidel Chiunti Morell (23 Mar 1896 - 6 Dic 1956) y Josefa Rico.
Se casó con Celia Vilaboa y de esta unión nacieron: Celia del Rosario (1955), Nelly y Fidel Salvador (1958).
Anterior a este matrimonio tuvo otro hijo con Lina Nieto: Gonzalo (1936).

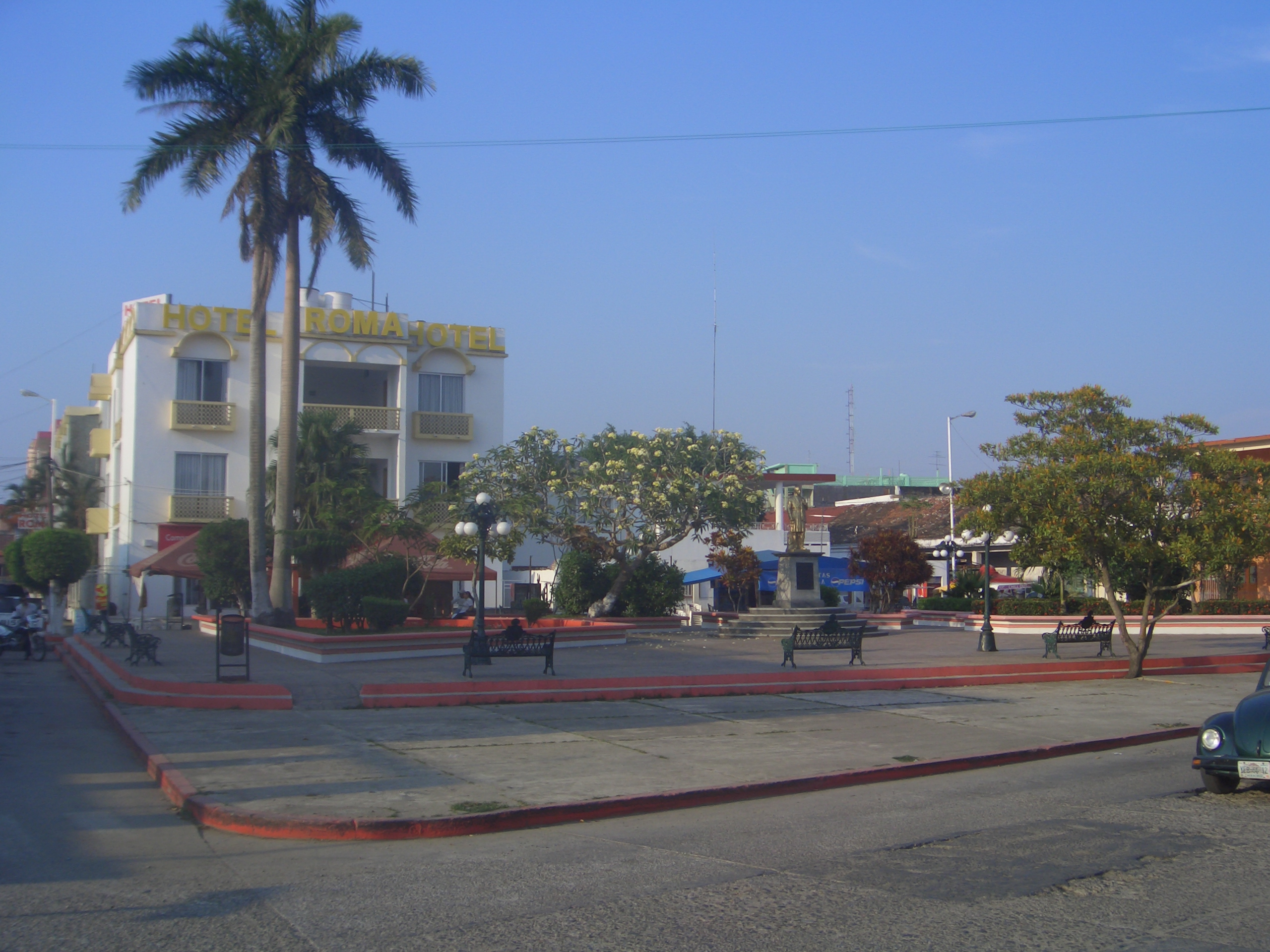
Parque Hidalgo y al fondo el Hotel Roma. Cosamaloapan. 24 de abril de 2009.

## Diputado
En 1952, don Juan contendió y ganó la diputación por el X distrito electoral de Veracruz con cabecera en Cosamaloapan. Desempeño este cargo en la XLII Legislatura de 1952 a 1955.
Las elecciones se realizaron el 6 de julio del dicho año. Los participantes fueron: Juan Chiunti Rico (propietario) y Ángel Estrada Loyo (suplente) por el PRI; Manuel Herrera González y Baldomero Ramos Díaz por la FPPM; Vicente Andrade Meza y Alfredo Vázquez Lara por el PP; y Antonio Estrada Castelán y Gustavo Vázquez Amador por el PAN. 
El PP presentó denuncias de irregularidades en la elección, pero no presentó pruebas válidas y en la Junta Preparatoria de la Cámara de Diputados del 28 de agosto, la XLII Legislatura declaró válida la elección.

## Presidente Municipal
Don Juan fue presidente municipal de Cosamaloapan en dos ocasiones en los años 1940 y en el periodo 1998-2000.
La primera vez fue presidente P.M.D.L. (Por Ministerio de Ley), sucedió al Dr. Ángel Estrada Loyo y su sucesor fue Mario Ferat. No se localizó la fecha exacta en que ocupó el cargo pero fue entre los años 1945 y 1949.
Casi 50 años después y ya con cerca de 82 años decidió ser nuevamente presidente municipal de su tierra, Cosamaloapan. En 1997, siguiendo la costumbre política de presentar su precandidatura ante los gobernantes en turno, así lo hizo. En el gobierno estatal estaba Patricio Chirinos Calero, y su Secretario de Gobierno era Miguel Ángel Yunes Linares, ante este último fue presentada la precandidatura. Yunes rechazó la precanditarua y ridiculizó a don Juan por su avanzada edad, a quien mando a cuidar sus nietos.
Con la decisión, entereza y deseo de servir a su comunidad, pero sobre todo con el reconocimiento y prestigio ganado a pulso en la Cuenca del Papaloapan, además de ver que los dirigentes del PRI, su partido por más de 50 años, le daban la espalda, y lo ridiculizaban. Tomó la decisión de participar en la contienda por otro partido político, el PRD.
El respaldo popular no se hizo esperar y ganó las elecciones de manera aplastante frente a los otros participantes, el gran derrotado fue el candidato priista impuesto por Yunes Linares.
El total de votos válidos fueron 21,124, de ellos 13,993 fueron para don Juan Chiunti Rico (PRD), mientras que para el PRI, apenas 5,858 votos. En números redondos casi 3 a 1.
Siendo esta anécdota política muy comentada a nivel estatal y no olvidada con el paso de los años.

## Otros cargos
Don Juan, también, fue presidente de la Asociación Ganadera Local de Cosamaloapan, además de otros cargos en la misma asociación por ejemplo en la asamblea de socios que se llevó a cabo el lunes 27 de enero de 1969, con motivo del cambio de directivos él fue el tesorero saliente y en la misma asamblea fue nombrado delegado propietario ante la Unión Regional.